# Ruptura uterina
La ruptura uterina és quan la paret muscular de l'úter es trenca durant l'embaràs o el part. No sempre hi ha símptomes, inclosos el dolor clàssic, el sagnat vaginal o un canvi en les contraccions. Pot ocasionar la incapacitat o la mort de la mare o del nadó.
Els factors de risc inclouen el part vaginal després d'una cesària, altres cicatrius uterines, distòcia, inducció del part, traumes i consum de cocaïna. Tot i que normalment es produeix una ruptura durant el part, pot ocórrer ocasionalment abans de l'embaràs. Es pot sospitar el diagnòstic quan hi ha una caiguda de la freqüència cardíaca ràpida del nadó durant el part. La dehiscència uterina és una afecció menys greu en què només hi ha una separació incompleta d'una vella cicatriu.
El tractament implica una cirurgia ràpida per controlar el sagnat i el part del nadó. Pot ser necessària una histerectomia per controlar el sagnat. Es poden donar transfusions de sang per substituir la pèrdua de sang. En general, es recomana a les dones que han tingut una ruptura prèvia a realitzar una cesària en els embarassos posteriors.
Les taxes de ruptura uterina durant el part vaginal després d'una cesària anterior, feta per la tècnica típica, s'estima en el 0,9%. Les taxes són més grans entre aquelles que han tingut múltiples cesàries anteriors o un tipus atípic de secció en la cesària. En aquelles que tenen cicatrius uterines, el risc durant un part vaginal és d'aproximadament 1 per 12.000. El risc de mort del nadó és aproximadament del 6%. Les dones de països en desenvolupament semblen afectades més sovint i amb pitjors resultats.